# Alexandra Babintseva
Alexandra Babintseva –en ruso, Александра Ивановна Бабинцева– (Kírov, 4 de febrero de 1993) es una deportista rusa que compite en judo.
Ganó una medalla de bronce en el Campeonato Mundial de Judo de 2018 y una medalla de bronce en el Campeonato Europeo de Judo por Equipo Mixto de 2018. En los Juegos Europeos de Minsk 2019 consiguió una medalla de oro en la prueba de equipo mixto.

## Palmarés internacional
| Campeonato Mundial                  | Campeonato Mundial    | Campeonato Mundial | Campeonato Mundial |
| Año                                 | Lugar                 | Medalla            | Categoría          |
| ----------------------------------- | --------------------- | ------------------ | ------------------ |
| 2018                                | Bakú (Azerbaiyán)     | Medalla de bronce  | –78 kg             |
| Juegos Europeos                     |                       |                    |                    |
| Año                                 | Lugar                 | Medalla            | Categoría          |
| 2019                                | Minsk (Bielorrusia)   | Medalla de oro     | Equipo mixto       |
| Campeonato Europeo por Equipo Mixto |                       |                    |                    |
| Año                                 | Lugar                 | Medalla            | Categoría          |
| 2018                                | Ekaterimburgo (Rusia) | Medalla de bronce  | Equipo mixto       |